# أبي الجعد
| رئيس الجماعة = خليفة مجيدي

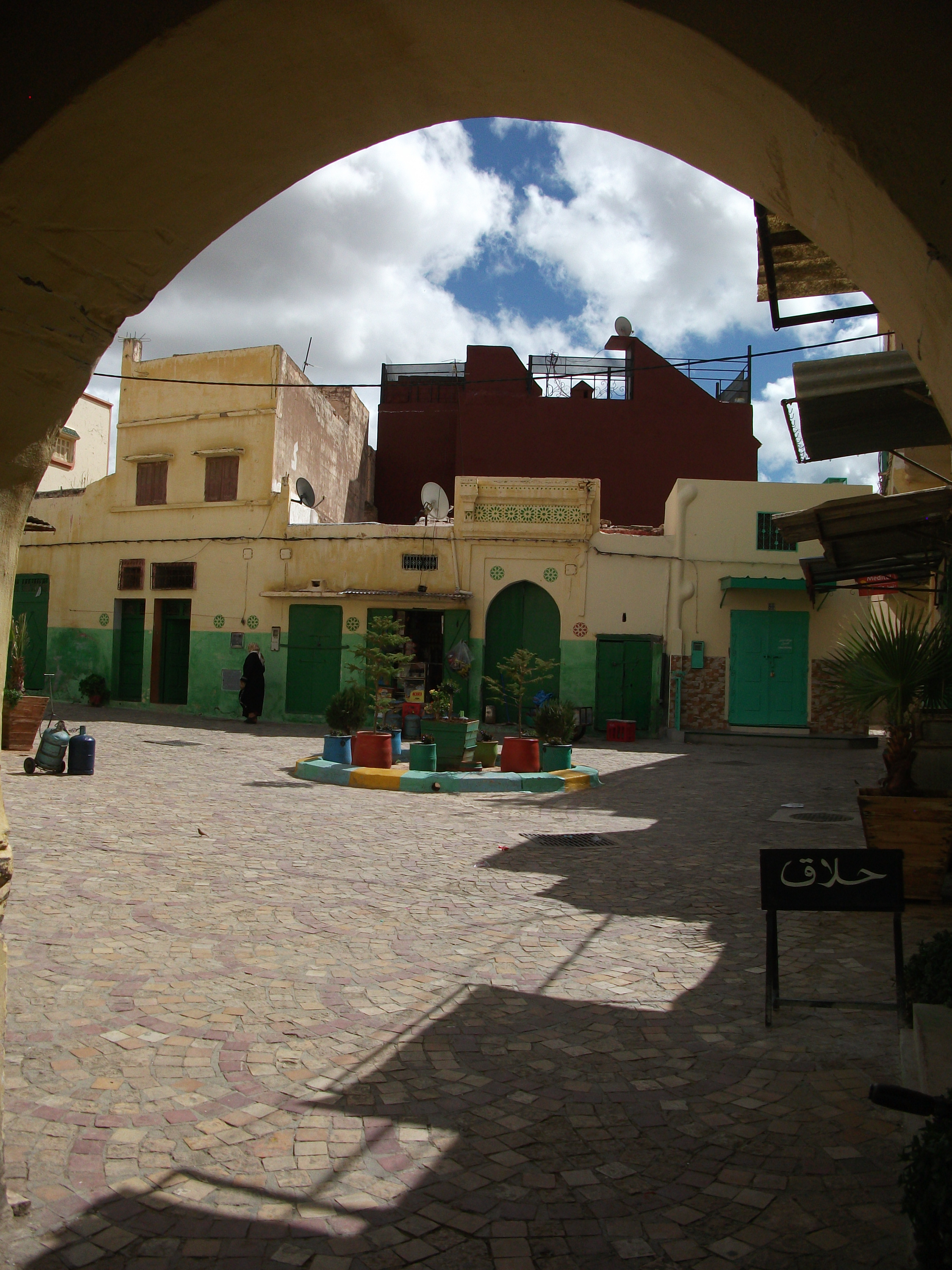
Boujad, Medina

أبي الجعد (بالدارجة المغربية: بْجَعْدْ، بالأمازيغية: ⴱⵊⴰⵄⴷ) مدينة مغربية بإقليم خريبكة، جهة بني ملال خنيفرة تم تأسيسها سنة 1008 هـ على يد سيدي بوعبيد الشرقي، أحد أقطاب الصوفية، ومؤسس الزاوية الشرقاوية التي كانت مركز إشعاع ديني وعلمي ونقطة تجارية هامة. تقع مدينة أبي الجعد في المنطقة الوسطى للمغرب. ويبلغ عدد ساكنيها ما يقارب 50 ألف نسمة.

## التاريخ
تأسست مدينة أبي الجعد خلال القرن الخامس عشر على يد الولي الصوفي بوعبيد الشرقي (أبو محمد عبيد الله الشرقي)، الذي يُعتبر من أحفاد عمر بن الخطاب. وقد نشأت المدينة في البداية كمركز روحي يستقطب الطلبة والمريدين الباحثين عن التعليم الديني والتربية الصوفية.
بعد وفاة المؤسس، واصل أبناؤه وأتباعه بناء الزاوية الشرقاوية وتطويرها، مما ساهم في توسّع المدينة وتعزيز مكانتها كمركز ديني هام. واشتهرت أبي الجعد بلقب "فاس الصغيرة" لما عرفته من نشاط علمي وروحي مكثف.
على مدى قرون، ظل موسم بوعبيد الشرقي من أبرز المحطات الدينية في المغرب، حيث يشهد توافد الزوار  والمريدين من مختلف ربوع البلاد للمشاركة في الطقوس السنوية، وتكريم مؤسس المدينة.
وقد لعبت الزاوية الشرقاوية، إلى جانب الزوايا الأخرى، دورًا مهمًا في تعبئة السكان لمواجهة البرتغاليين، وساهمت بقوة في الصراعات السياسية التي عرفها المغرب، لاسيما بين الدولة الوطاسية في فاس والدولة السعدية في مراكش.
كما شارك أعضاء الطريقة الشرقاوية في التنمية الاقتصادية والاجتماعية للمنطقة من خلال بناء المطاحن والآبار، وتطوير شبكات الري، وضبط طرق الرعي والتنقل في محيط المدينة.

## أصل التسمية
وفقًا للحكايات الشعبية، فإن اسم المدينة مشتق من الوجود الهائل في المنطقة لابن آوى المسمى أبو جادة («أبو جادة»). ويربط آخرون أصل هذا الاسم بشجيرة محلية تحمل ثمارًا مرة، تسمى «الجادة»، والتي كانت تغطي التلال المحيطة. اليوم، أصبحت آوى آوى نادرة واختفت التلال بسبب مشاريع البناء لتوسيع المدينة التي بدأت في القرن العشرين. ومن أكثر الروايات تفسيرا لأصل تسمية أبي الجعد أن المنطقة كانت مليئة بنوع من أنواع الذئاب يُسمى الجعد، وهناك من يقول إنه كانت هناك نبتة اسمها «الجعدة»، تستعمل في التداوي.

## اقتصاد
تعرف المدينة تطورا ملموسا في عدة مجالات-الكهرباء—شبكة مهمة من الطرق. تربية الماشية تشمل الأغنام الصفراء ذات الجودة العالية، كما تلعب الثروة الغبوية دور مهم في النشاط الاقتصادي للمنطقة خاصةً الرعي والقنص (الخنزير البري)، كما تشمل على محمية لنوع نادر من الغزلان (ادم) بالإضافة إلى توفر مجموعة من الغابات منها غابة سيدي الغزواني وغابة الشباب ومنتزه بني زرانتل، كما توجد مقالع الرخام والحجر الكلسي الذي يصنع منه الجير

### الصناعات التقليدية
نجارة، حياكة (الزربية الزمورية الحنبل، البيزارة) كمنتوج أضحت تعرف به مدينة أبي الجعد وفي المجال الديني والثقافي تحتضن مدينة أبي الجعد سنويا موسما للوالي الصالح بوعبيد الشرقي.

## الرياضة
يُعتبر الاتحاد الرياضي البجعدي من الأندية الرياضية البارزة في مدينة أبي الجعد، ويُعد من أعرق الأندية في المنطقة. تأسس النادي عام 1946 تحت اسم الوردة البجعدية، ثم تغير اسمه في عام 1953 إلى Bac، وبعد الاستقلال في عام 1956 أصبح يُعرف باسم النهضة البجعدية. في عام 1982، تم اندماج ناديي النهضة والفتح لتشكيل نادي واحد تحت اسم الاتحاد الرياضي البجعدي، وهو الاسم الذي يحتفظ به حتى اليوم. في موسم 2024–2025، حقق النادي إنجازًا تاريخيًا بالصعود إلى الدوري المغربي لكرة القدم القسم الثاني.بعد فوزه في مباراتي السد ضد نادي يوسفية برشيد بنتيجة إجمالية 4/2 هذا الإنجاز يعكس التطور المستمر للنادي ويعزز من مكانته في المشهد الرياضي المغربي.. وتُعتبر ألوان النادي التقليدية هي الأخضر والأبيض، مع زي احتياطي باللونين الأزرق والأبيض. من بين أبرز لاعبي النادي الذين حققوا شهرة دولية هو اللاعب عبد الإله حفيظي، الذي بدأ مسيرته مع الاتحاد الرياضي البجعدي قبل أن ينتقل إلى أندية كبرى ويمثل منتخب المغرب لكرة القدميشرف على تدريب الفريق حاليًا المدرب محمد الودغيري، ويرأس النادي نور الدين حساك

## أعلام
- محمد ياسين المنصوري
- عبد الإله الحافيظي
- أحمد الشرقاوي
- الحبيب الشوباني
- حبيب المالكي
- مولاي الطيب الشرقاوي
- لحسن حداد
- يوسف شيبو
- خليفة مجيدي